# 루이즈 반스
루이즈 반스(영어: Louise Barnes, 1974년 4월 1일 ~ )는 남아프리카 공화국의 배우이다. 캐나다 드라마 《검은 해적》에 출연하였다.